# سیارک ۲۰۴۸۳
سیارک ۲۰۴۸۳ (به انگلیسی: 20483 Sinay، نامگذاری:1999NK41) بیست هزار و چهارصد و هشتاد و سومین سیارک کشف شده‌است که در ۱۴ ژوئیه ۱۹۹۹ کشف شد.
قدر مطلق سیارک برابر ۱۵.۵ است.